# Caruthers
Caruthers is een plaats in Fresno County in Californië in de VS.

## Geografie
Caruthers bevindt zich op 36°32′25″Noord, 119°50′12″West. De totale oppervlakte bedraagt 5,2 km² (2,0 mijl²) wat allemaal land is.

## Demografie
Volgens de census van 2000 bedroeg de bevolkingsdichtheid 406,0/km² (1052,4/mijl²) en bedroeg het totale bevolkingsaantal 2103 dat bestond uit:
- 52,40% blanken
- 0,57% zwarten of Afrikaanse Amerikanen
- 0,29% inheemse Amerikanen
- 6,18% Aziaten
- 30,91% andere
- 9,65% twee of meer rassen
- 53,26% Spaans of Latino

Er waren 572 gezinnen en 481 families in Caruthers. De gemiddelde gezinsgrootte bedroeg 3,66.

## Plaatsen in de nabije omgeving
De onderstaande figuur toont nabijgelegen plaatsen in een straal van 24 km rond Caruthers.